# オーギュスト・ロダン
フランソワ＝オーギュスト＝ルネ・ロダン（フランス語: François-Auguste-René Rodin、1840年11月12日 - 1917年11月17日）は、フランスの彫刻家。19世紀を代表する彫刻家とされ、「近代彫刻の父」と称される。代表作に『地獄の門』、その一部を抜き出した『考える人』など。

## 生涯

### 生い立ちと長い職人時代
パリ在住の労働者階級の子として生まれた。父ジョアン・バティスタは警察に雇われる事務員で、オーギュストは妻マリーとの間に生まれた2人目の子供だった。ロダンはエコール・デ・ボザールなどの美術の専門教育（アカデミズム）を受けず、特に青年期以降はほとんど独学で彫刻を習得したことで知られている。
本人の談によれば、10歳の時に初めて絵を描いたことで美術に興味を持ち、14歳の時に地元のプティット・エコール（小さな学校）と呼ばれる工芸学校に入校した。子供達に絵画やデッサンを教えていたルコック・ボードランという教員はロダンを最初に評価した人物で、後年にロダンは感謝の言葉を残している。17歳に工芸学校を退校するまで、ジュール・ダルー、アルフォンス・ルグロなど同年代に活躍する画家や彫刻家とも知り合っている。
プティット・エコールを退学した直後、ロダンは学業継続を望んでエコール・ボザール（グラン・エコール）に入学を志願した。ロダンは同窓生をモデルにした塑像を提出したが、ボザールからの評価は不合格だった。諦めずに翌年と翌々年も塑像を提出し続けたが、ボザールからは全く相手にされなかった。当時のボザールは技術的な要求水準がさほど高くなかったとされ、数度にわたって入学を拒否されたことは非常に大きな挫折といえた。ロダンが入学を拒絶された理由は、ボザールでの新古典主義に基いた彫刻教育と異なる嗜好で作品を作っていたことも一因かもしれない。入校を諦めたロダンは室内装飾の職人として働きながら、次の道を模索していた。
1863年、ボザール入学を果たせなかったロダンに追い討ちをかけたのが姉マリアの死だった。ロダンを経済的に支えていた姉は、恋人との失恋劇で精神を病み、俗世を捨てて修道女になっていた。その姉が体調を崩して修道院で病没すると、姉の恋人を最初に紹介したロダンは激しい罪悪感に苦しんだという。姉の後を追うように修道院に入会したロダンは修道士見習いとして、美術から神学へと道を変えようとした。だがロダンの指導を任されたピエール・ジュリアン司教は彼が修道士に不向きだと判断して、美術の道を続けるように諭した。
修道会を離れたロダンは動物彫刻の大家であったアントワーヌ＝ルイ・バリーに弟子入りして、深い影響を受けた。また24歳の時には生涯の妻となる裁縫職人のローズと知り合い、長男オーギュスト・ブーレ・ロダンをもうけているほか、装飾職人としての労働も再開した。普仏戦争が勃発すると彼も徴兵対象となったが、近視であったことから兵役を免れた。それでも戦争の影響で仕事が減って生活が苦しくなり、30歳までロダンは家族を養うだけの稼ぎを持てなかった。職を求めて新天地に向かうことを決めたロダンは家族とベルギーへ移住して、そこで知り合いの紹介でブリュッセル証券取引所の建設作業に参加した。
ロダンは当初は仕事が終われば早々に切り上げてフランスに戻るつもりだったが、様々な理由から6年間滞在を続けた。ベルギー時代は彼の創作活動において重要であったと考えられている。彼は装飾職人として独学で彫刻の技法を修練していたが、展覧会用の作品を作る余裕がなかったために、誰も彼が彫刻家としての夢を抱いていたことを知らなかった。1875年、職人の親方との関係が悪化したこともあり、ベルギー滞在中に生活費を節約して貯蓄を続けていたロダンはローズを連れて、念願のイタリア旅行へと出かけていった。そこで目の当たりにしたドナテッロとミケランジェロの彫刻に衝撃を受けたロダンは、多大な影響を両者から受けることになった。
彼は「アカデミズムの呪縛は、ミケランジェロの作品を見た時に消え失せた」と語っている。ベルギーに戻ったロダンは早速イタリア旅行で得た情熱を糧に『青銅時代』を製作、十数年ぶりに彫刻家として活動を開始した。

### 彫刻家ロダン

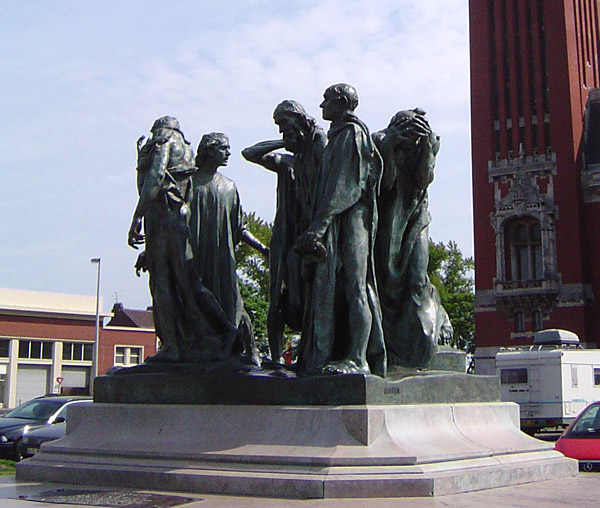
『カレーの市民』

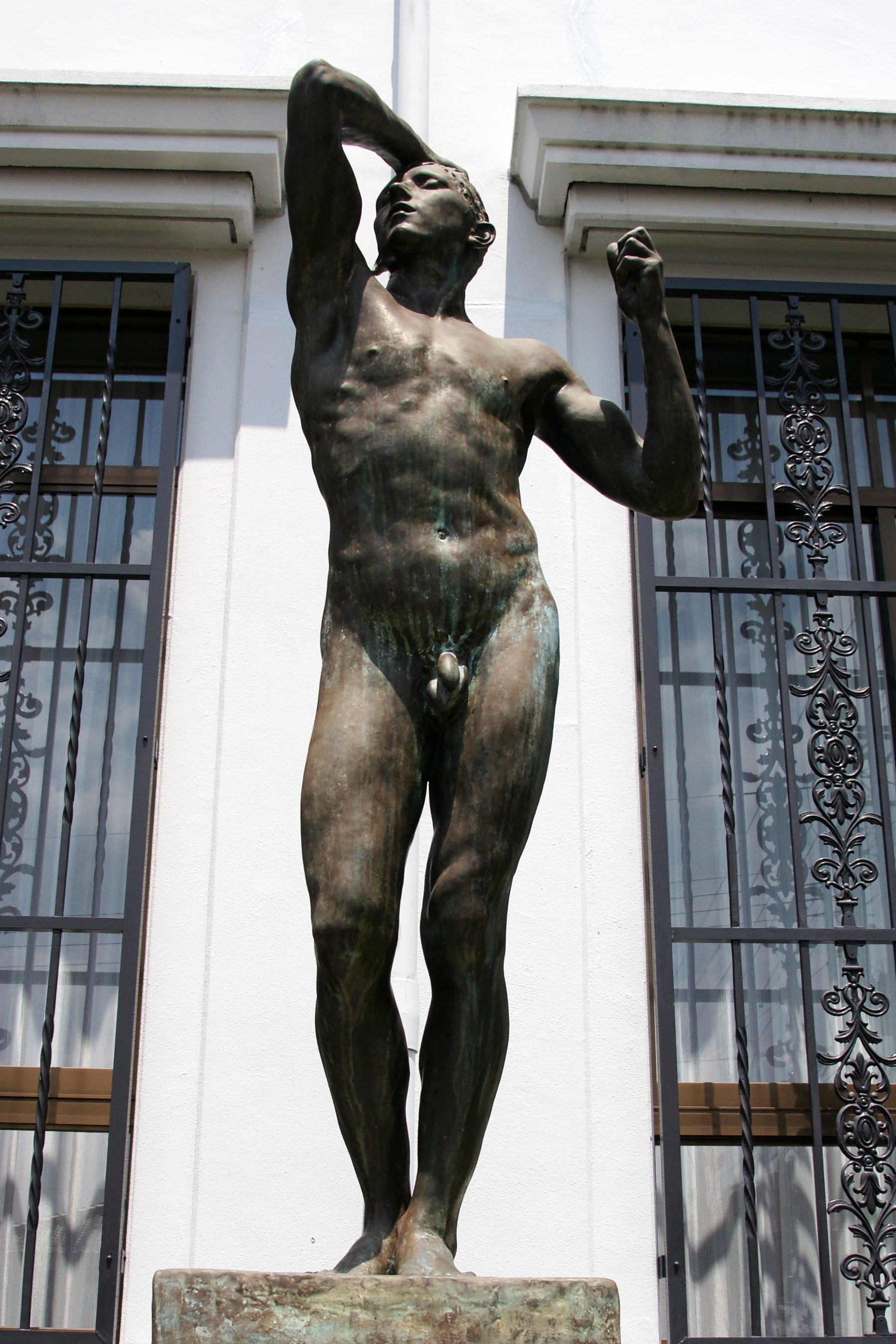
『青銅時代』（但陽美術館）

この『青銅時代』はオーギュスト・ネイトという人物をモデルにした等身大の男性像で、極めて緻密でリアルな作品であった。ところがそのあまりのリアルさのために「実際の人間から型を取ったのではないか」との疑いをかけられ、憤慨したロダンは2年後に人間よりもかなり大き目のサイズの彫刻を新たに作った。型を取ったのではなかったと分かった審査員たちは、ロダンの彫刻に対して賞賛の言葉を送り、ロダンの名は一気にフランス中に広まった。

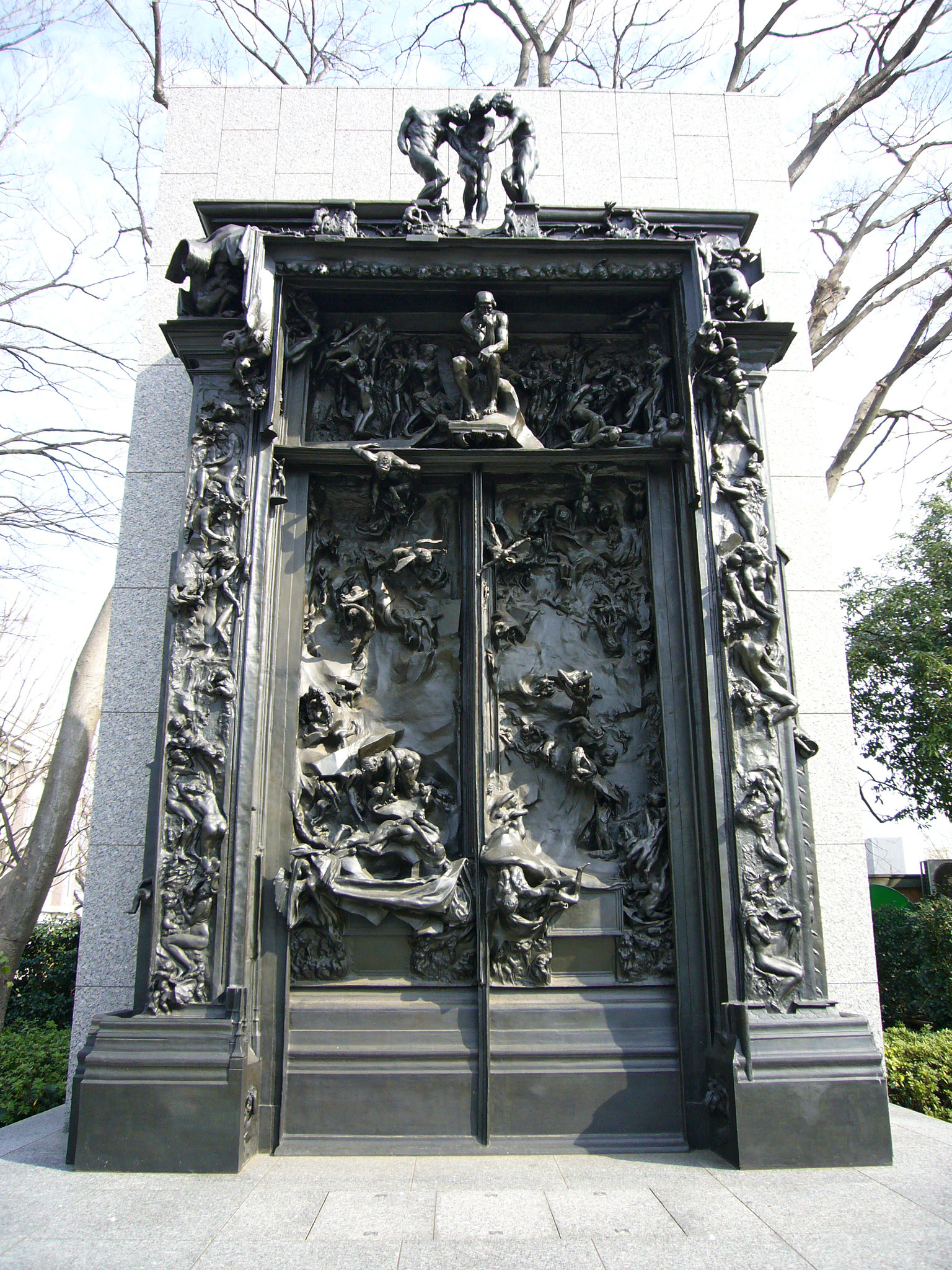
『地獄の門』（国立西洋美術館）

1880年、ロダンの元に、国立美術館を建てるので、そのモニュメントを作ってほしいとの依頼が来た。そのテーマとしてロダンが選んだのがダンテの『神曲』地獄篇に登場する『地獄の門』である。ロダンはこの大作品に取り組むに当たり、粘土や水彩画などでデッサンを重ねていったが、中々構想はまとまらなかった。
この悩める時期に教え子のカミーユ・クローデルと出会い、この若き才能と魅力に夢中になった。だが優柔不断なロダンは、カミーユと妻ローズの間で絶えず揺れた。数年後ローズが病に倒れ、カミーユがローズと自分との選択を突付けるまで決断できなかった。ロダンはローズの元に逃げ帰り、ショックを受けたカミーユは以後、徐々に精神のバランスを欠き、ついには精神病院に入院、死ぬまでそこで過ごすことになる。
1888年、美術館の建設計画は白紙に戻り（予定地だった所には現在はオルセー美術館が建っている）、ロダンに『地獄の門』の製作中止命令が届くが、ロダンはこれを断り、金を払って『地獄の門』を自らの物とし、制作を続けた。
ロダンにとって最早『地獄の門』とは単なる作品ではなく、『神曲』の中の物語でもなく、ほかならぬロダン自身のものとなっていたのである。

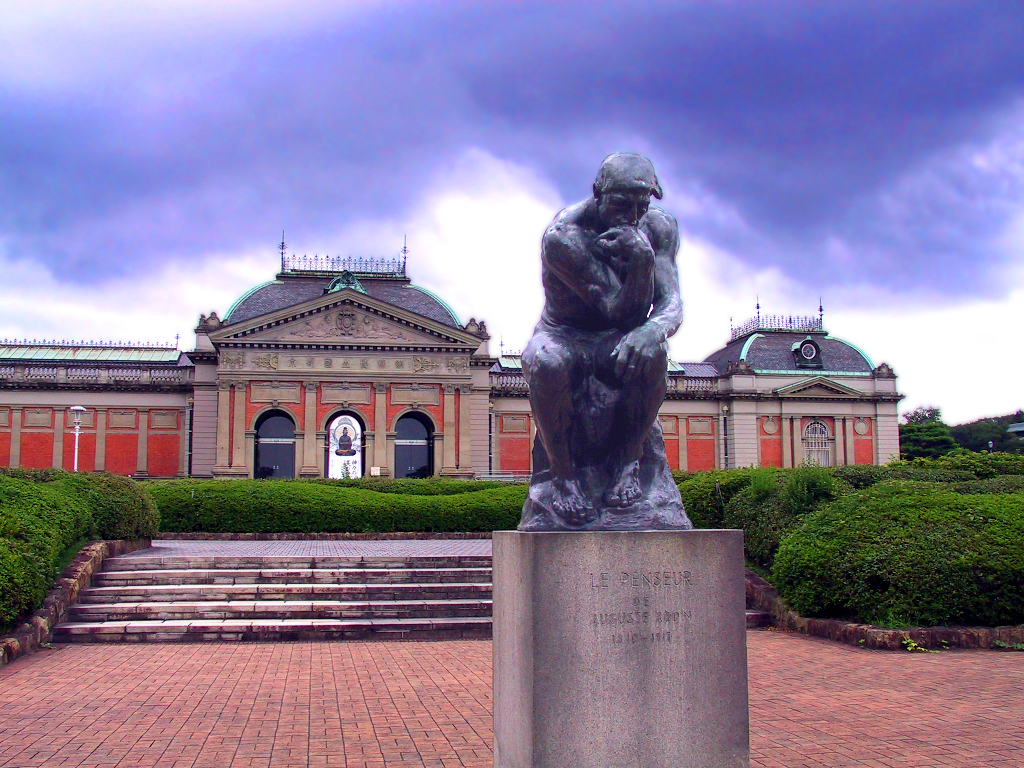
『考える人』（京都国立博物館）

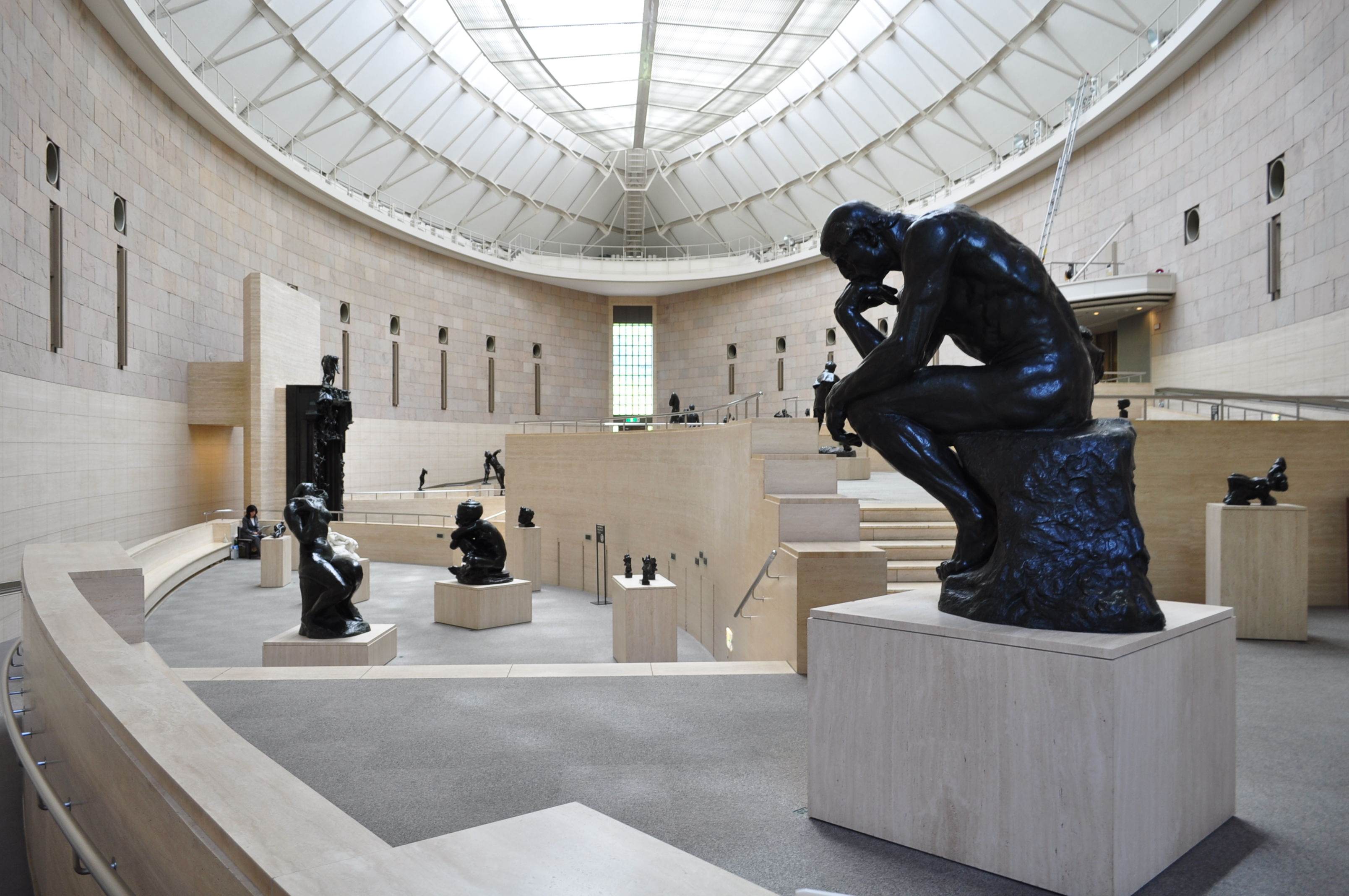
『考える人』(静岡県立美術館 ロダン館)

そして1889年、『地獄の門』を覗き込む男を一つの彫刻として発表した。はじめこの彫刻には「詩想を練るダンテ｣と名づけられていたが、発表するときは「詩人」と名づけられた。この像は誰を表しているのか、ダンテであるという説もあるが、ロダン自身であるという説もある。その姿は地獄の中を覗き込み、苦悩している姿であり、その地獄の中にはカミーユ、ローズとの間に出来た息子（この子のことをロダンは認知せず、世間にも隠していた）の姿がある。なお『考える人』という名はこの像を鋳造したリュディエが付けたものである。
1917年、ロダンは死期の迫ったローズと遂に結婚の手続きをした。ロダン77歳、ローズ73歳であった。その16日後にローズは死去し、さらに9ヵ月後の11月17日にロダンも死去した。ロダンの末期の言葉は『パリに残した、若い方の妻に逢いたい。』だった。結局『地獄の門』は未完に終わった。
ロダンの作品群は世界的に人気があり、特に『考える人』は数多く鋳造され、世界中に存在する。体をひねり、頬杖をついて、地獄の門を覗き込む男。そこには人間の内面までも浮かび上がらせようとするロダンの情念が息づいていた。弟子にはカミーユ・クローデルの他に、アントワーヌ・ブールデル、小倉右一郎、シャルル・デスピオらがいる。

## 作品を収蔵する主な美術館
- ロダン美術館 - フランス・パリ
- ロダン美術館（英語版） - アメリカ・フィラデルフィア
- 国立西洋美術館『地獄の門』『カレーの市民』『考える人』
- 静岡県立美術館『地獄の門』『考える人』（大・小） 『裸のバルザック』（ほか28点）
- 新潟市美術館『死の顔・花子』『空想する女・花子』『バルザックの頭部』
- 西山美術館『考える人』『パスティアン・ルパージュ』『永遠の青春』
- 大原美術館『歩く人』

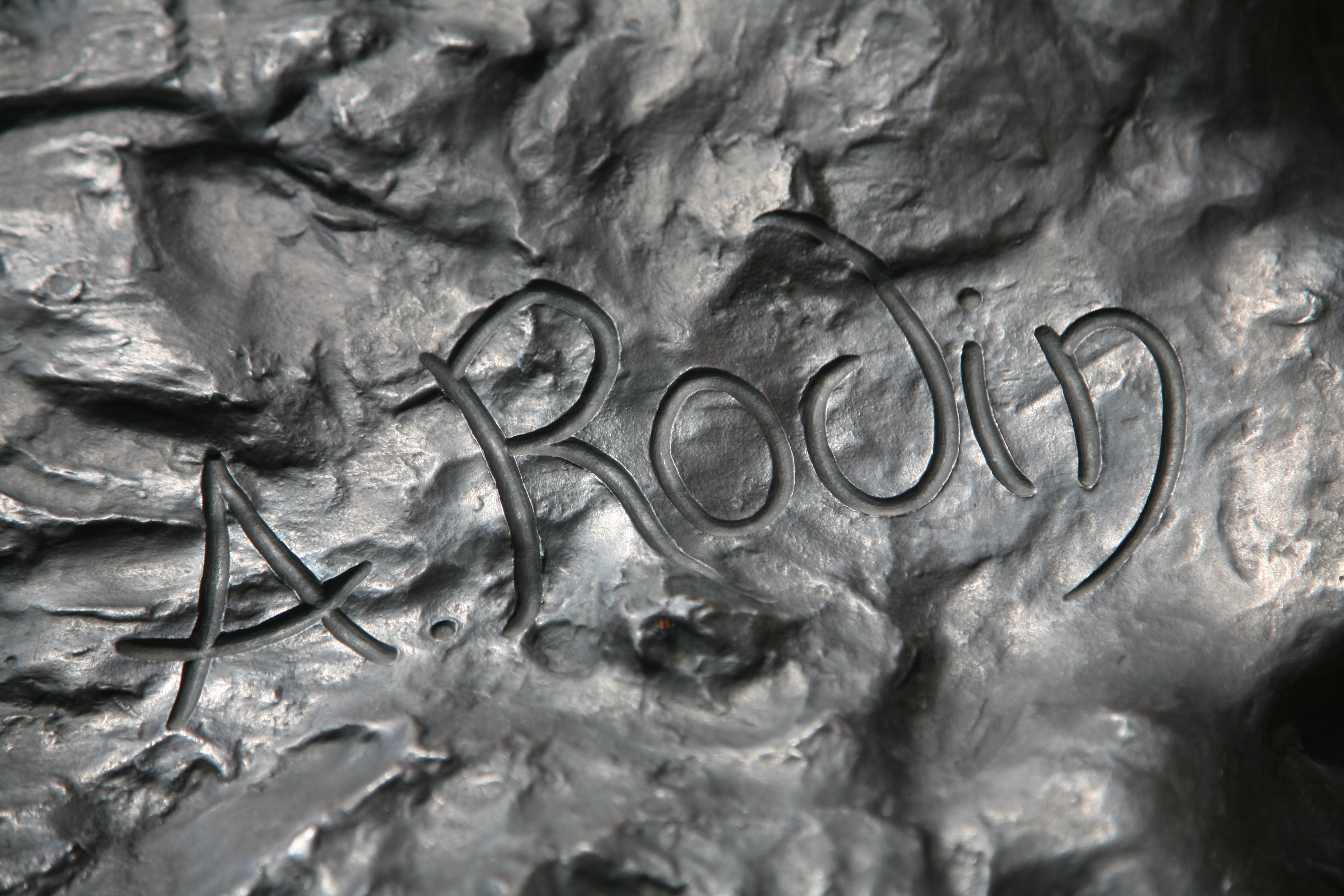
『考える人』のサイン
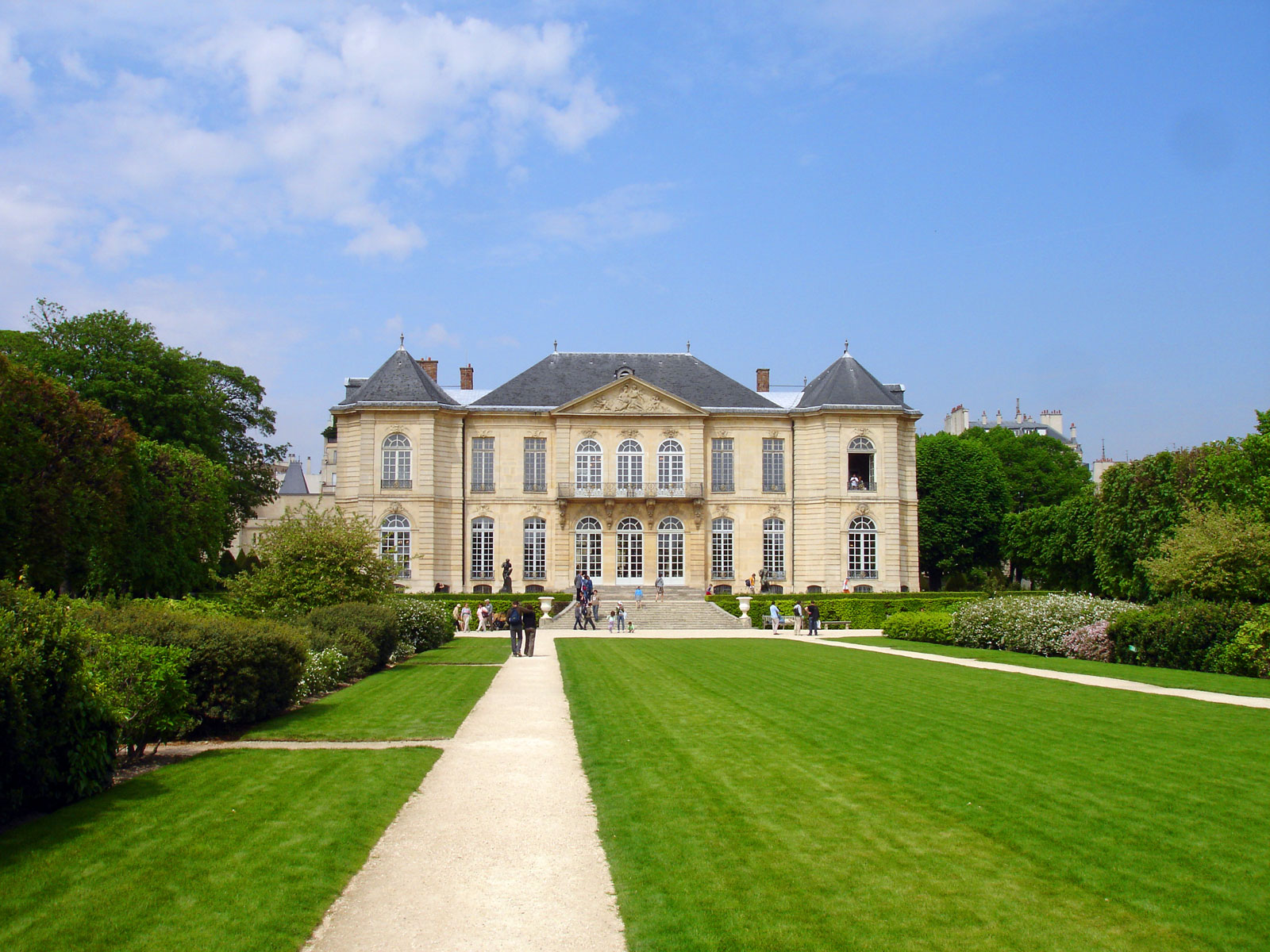
ロダン美術館
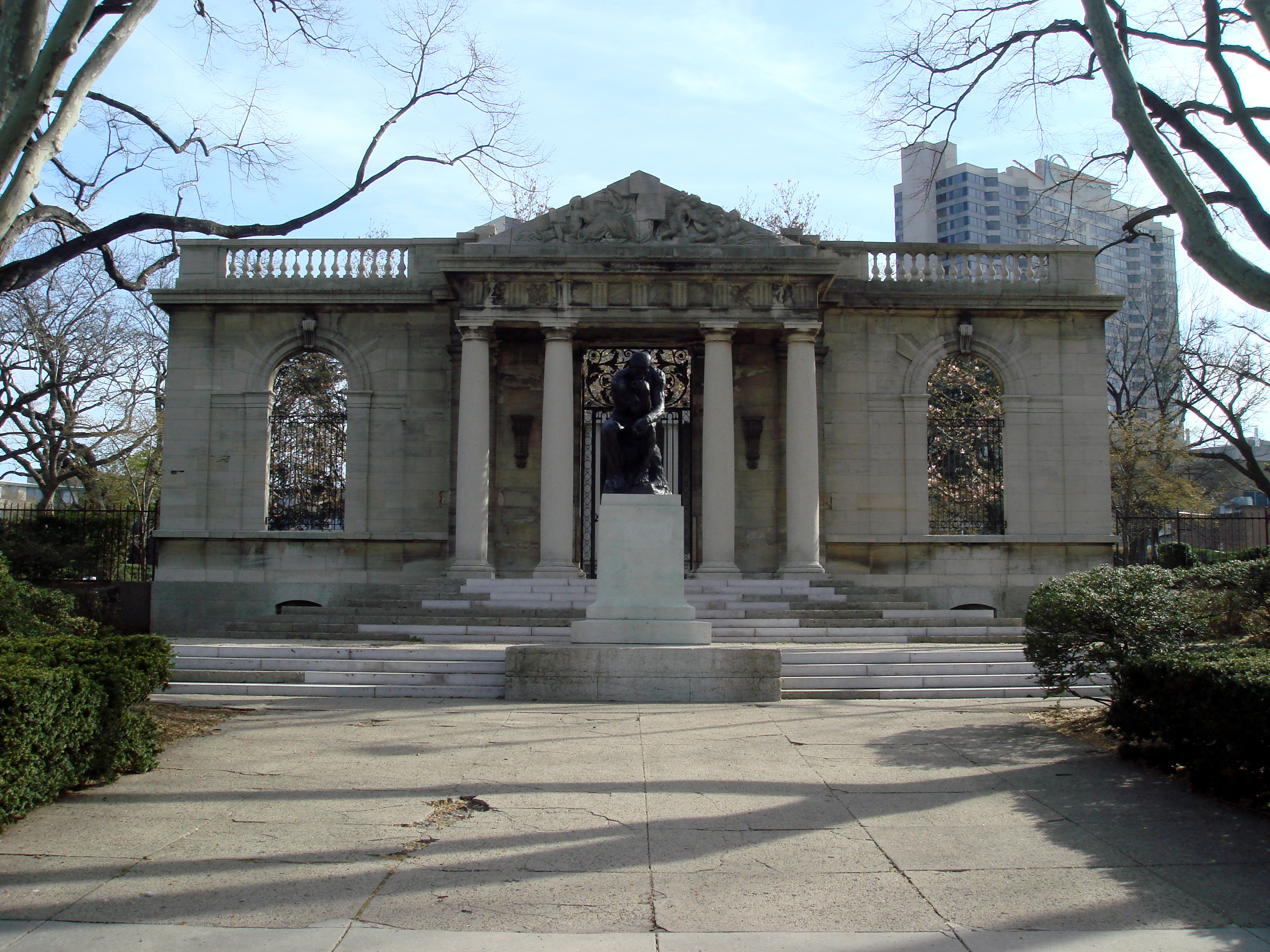
ロダン美術館

## 作品

### 失われた作品
1955年（昭和30年）2月21日、堺市浜寺公園町にあった芸術愛好家の家が火事となり、ロダン作品『男の首』『手』『裸女』のほか、ルドン『女の横顔』、ドラン『風景』など約三十枚が焼失した。

### 贋作
ARTnewsによると、贋作が多い作家10人の1人である。
贋作作家としてErnest Durigが知られる。

## 白樺派とロダン
明治43年（1910年）に発行された同人雑誌『白樺』の第8号は、「ロダン号」と称され、ロダンの特集が組まれている。有島武郎、高村光太郎、永井荷風らがロダン作品の印象を寄稿した。
ロダンの生誕70年を祝うこの特集号を出すにあたって、まず有島生馬がロダンに手紙を書き、正しい誕生日の確認を行なったところ、その返信の中に、自分のデッサンと日本の浮世絵を交換したい旨の内容が書かれていた。武者小路実篤らが30枚の浮世絵を送ったところ、ロダンから3点の彫刻が届けられてきて白樺派の人々を狂喜させた。『マダム・ロダン像』、『或る小さき影』、『巴里ゴロツキの首』、これが日本に初めてもたらされたロダンの作品である。

## ロダンを扱った作品
- カミーユ・クローデル - 1988年のフランス映画。主演はイザベル・アジャーニ。ジェラール・ドパルデューがロダンを演じた。
- ロダン カミーユと永遠のアトリエ - 2017年のフランス映画。ロダンの没後100年を記念して製作された。ヴァンサン・ランドンがロダンを演じた。